# Achelia japonica
Achelia japonica là một loài nhện biển trong họ Ammotheidae. Loài này thuộc chi Achelia. Achelia japonica được miêu tả năm 1890 voor het eerst wetenschappelijk bởi Ortmann.